# Teimei
Kejsarinnan Teimei (japanska: 貞明皇后 Teimei-kōgōJ), också känd som änkekejsarinnan Teimei (japanska: 貞明皇太后 Teimei-kōtaigōJ), född Sadako Kujō (japanska: 九条節子 Kujō SadakoJ), född 25 juni 1884, död 17 maj 1951, var en politiskt aktiv japansk kejsarinna, gift med kejsaren Taishō. Hon var kejsarinna från 1912 till 1926.

## Biografi
Född med namnet Sadako Kujō, dotter till prins Michitaka Kujō  som var överhuvud över de fem grenarna av Fujiwaraklanen och Noma Ikuko. 
Gift med kronprins Yoshihito 25 maj 1900. År 1901 blev hon den första kronprinsessan som fått barn sedan 1750. Deras förhållande var gott. Maken tog sig inga konkubiner, vilket bröt mot den gamla traditionen vid hovet i Japan. 
År 1912 blev hon kejsarinna. Makens hälsa var dålig, och Teimei utövade ett stort inflytande. Hon engagerade sig i Röda korset. 
Hon blev änka 1926 och fick titeln änkekejsarinna. Hon var öppet emot Japans deltagande i andra världskriget, vilket förorsakade en konflikt med sonen, kejsar Hirohito, och 1943 deltog hon i samarbete med sin yngre son prins Takamatsu Nobuhito i en intrig för att avsätta premiärminister Hideki Tōjō.

### Barn
Efter giftermålet den 25 maj 1900 fick den då 16-åriga Sadako den 29 april 1901 sitt första barn med kronprins Yoshihito. De fick fyra barn tillsammans. Det var barnen:
- Kronprins Hirohito (29 april 1901 - 7 januari 1989), senare kejsare Showa.
- Prins Chichibu (Yasuhito), (26 maj 1902 - 4 januari 1953)
- Prins Takamatsu (Nobuhito), (1 mars 1905 - 3 februari 1987)
- Prins Mikasa[4] (Takahito), (2 december 1915 - 27 oktober 2016)

## Galleri

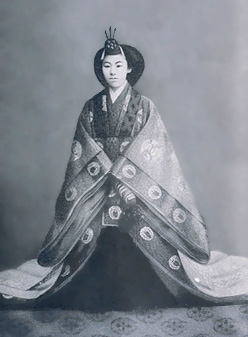
Teimei i formell hovdräkt.
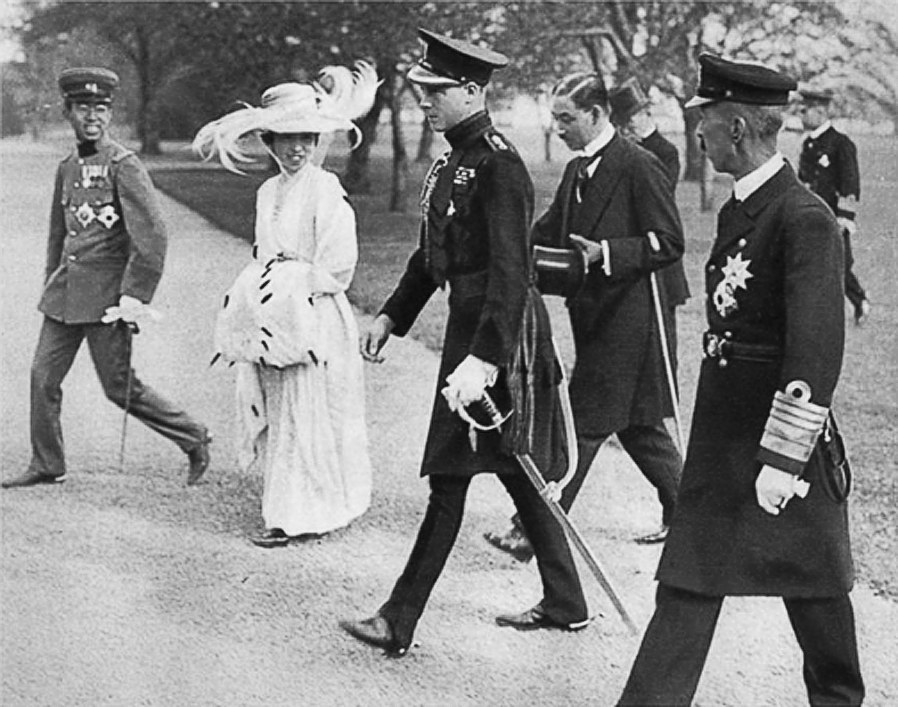
Teimei i västerländsk dräkt med Prinsen av Wales.